# Дука (Фрозиноне)
Дука је насеље у Италији у округу Фрозиноне, региону Лацио.
Према процени из 2011. у насељу је живело 167 становника. Насеље се налази на надморској висини од 354 м.